# Carnival Spirit
Carnival Spirit è una nave da crociera della Carnival Cruise Lines, seconda nave della Classe Atlantica. Varata nel 2000 è una nave Panamax, cioè una nave che, per le sue dimensioni, può transitare attraverso il canale di Panama. Dal 2012 batte Bandiera Maltese per la campagna in Australia confermata anche per gli anni 2013, 2014 e 2015.
La Classe Atlantica è la prima classe di nave progettata dall'inizio con sistema di propulsione AZIPOD ABB e costruita dal 1999 nei cantieri Finlandesi Kvaerner MASA Yard di Helsinki. Le prime due unità da crociera con questo sistema propulsivo sono state la "Elation" (1998) e la "Paradise"(1999) ultime due navi della "Fantasy Class".
La Carnival Spirit è l'unica nave della classe costruita specificatemente per le campagne estive in Alaska (USA). Sono infatti presenti a bordo alcuni sistemi di filtrazione acque grigie e nere non presenti sulle altre navi della classe e ritenuti necessari per far fronte alle stringenti leggi ambientali dello stato americano, considerando anche gli itinerari a cui era destinata i primi anni.Parte del pacchetto tecnologico per la protezione ambientale di progetto era anche l'impiego dei primi motori WARTSILA 46 "CR" Common Rail che venivano per la prima volta sperimentati in una applicazione navale passeggeri. L'obbiettivo era la diminuzione delle emissioni di scarico dei motori in porto. La sperimentazione dell'unico motore installato dal commissionamento della nave è durata circa 3 anni e poi abbandonata. Il motore installato in versione "CR" è stato poi riconvertito in versione "D" come gli altri 5.
Durante i lavori di bacino del 2012 la nave ha affrontato una "Aussification" (Australizzazione) con l'installazione di un particolare parco acquatico a poppa (Area gioco Bambini e Green Thunder Slide), il BBQ a centro nave ponte 10 e la riorganizzazione dell'impianto elettrico con lo standard Australiano.

## Porto di armamento
- Miami, Florida - Dalla consegna al 2004 la Carnival Spirit è stata impiegata sulle rotte caraibiche d'inverno e in Alaska durante l'estate con crociere attraverso il Canale di Panama e le Hawaii durante il riposizionamento. Home port sono stati Miami per le crociere invernali, Vancouver(Canada) e Seward (Alaska) per le crociere estive e Miami, (San Diego) Ensenada (Messico), Honolulu e Vancouver per le crociere di riposizionamento.
- Los Angeles e San Diego, California, dal 2004 la Nave è rimasta nella costa ovest con porto di armamento San Diego per crociere in Messico. In Primavera ed autunno ha svolto le crociere di riposizionamento per e dall'Alaska passando per le Hawaii. Durante i mesi estivi ha svolto crociere in Alaska con porto di partenza Vancouver (Canada) e Whittier (Alaska) fino alla stagione 2009 quando il porto di partenza è diventato Seattle (Washington).
- Seattle, Washington, durante i mesi estivi (crociere in Alaska e Hawaii).
- Sydney, Australia Dal 17 ottobre 2012 Carnival Spirit è impiegata per tutto l'anno da Sydney - NSW Australia ed effettua crociere per le isole del Pacifico (Nuova Caledonia - Figi) di 8/9/10/12 giorni.

## Navi gemelle
- Carnival Pride
- Carnival Legend
- Carnival Miracle
- Costa Atlantica
- Costa Mediterranea